# ニコル (白鳥由里のアルバム)
『ニコル』は、白鳥由里の4作目のオリジナルアルバム。1999年3月25日、バップより発売された。

## 概要
- 前作『Tendance d'eau』より1年4ヶ月ぶりとなる通算4枚目のオリジナルアルバム。
- ジャケットはオレンジ色の背景に、チェックのミニスカートをはいた白鳥の写真が表紙になっている。
- 前作まではシンガーソングライターの新居昭乃が主にサウンドプロデュースを手掛けていたが、今作は白鳥自身のセルフプロデュースに変更された為、新居の楽曲も少なくなっている。
- またそれに伴って前作までは楽器の生音が主にメインになっていたが、今作ではシンセサイザー等をメインにした、サイバーミュージックが中心になっている。
- 2023年現在、歌手としての最後のアルバムとなっており、2000年以降白鳥は声優として出演したアニメ作品のキャラソンを除き音楽活動を行っていない。

## 収録曲
| #         | タイトル                                  | 作詞       | 作曲      | 編曲      | 時間  |
| --------- | ----------------------------------------- | ---------- | --------- | --------- | ----- |
| 1.        | 「メタル・リセ」                          | 菊地成孔   | 今堀恒雄  | 今堀恒雄  | 3:08  |
| 2.        | 「助手席の恋人」                          | 菊地成孔   | 今堀恒雄  | 今堀恒雄  | 5:21  |
| 3.        | 「恋する眠り」                            | 寺本りえ子 | 保刈久明  | 保刈久明  | 4:49  |
| 4.        | 「ロリータはジャングルの教会へ行ったか?」 | 菊地成孔   | 今堀恒雄  | 今堀恒雄  | 5:10  |
| 5.        | 「Thinner Tiny Glamour」                  | 新居昭乃   | 新居昭乃  | 保刈久明  | 4:25  |
| 6.        | 「Pinky Voice」                           | 寺本りえ子 | 保刈久明  | 保刈久明  | 4:27  |
| 7.        | 「星になれたら」                          | 杉林恭雄   | 種ともこ  | 松前公高  | 5:04  |
| 8.        | 「空のグリッドから」                      | 杉林恭雄   | 種ともこ  | 松前公高  | 4:59  |
| 9.        | 「ロボットはロケットで火星へ飛んだ」      | 新居昭乃   | 新居昭乃  | 保刈久明  | 4:34  |
| 10.       | 「市街地」                                | 菊地成孔   | 保刈久明  | 保刈久明  | 3:41  |
| 合計時間: | 合計時間:                                 | 合計時間:  | 合計時間: | 合計時間: | 45:38 |